# جيم غوردون فولرتون
جيم غوردون فولرتون (بالإنجليزية: C. Gordon Fullerton)‏ (و. 1936 – 2013 م) هو ضابط، ورائد فضاء من الولايات المتحدة الأمريكية . ولد في روتشستر .
توفي في لانكاستر .

## ريادة الفضاء
شارك في المهمات الفضائية:
- STS-3
- STS-51-F.

## التعليم
تعلم في معهد كاليفورنيا للتقنية، وU.S. Air Force Test Pilot School

## الخدمة العسكرية
خدم في القوات الجوية الأمريكية.

## جوائز
حصل على جوائز منها:
- جائزة الشجاعة طيران.